# Thomas Gage
Thomas Gage (Firle, Sussex, 1719 ou 1720 – Londres, 2 de abril de 1787) foi um general britânico, conhecido por seus serviços na América do Norte, incluindo seu papel na luta contra a Revolução Americana.

## Vida
Nascido em uma família aristocrática na Inglaterra, ele entrou cedo no serviço militar, lutando na Guerra Franco-Indígena, onde serviu ao lado do seu futuro oponente George Washington, em 1755, na batalha de Monongahela. Após a conquista de Montreal em 1760, ele foi nomeado governador militar da região. Apesar de não se destacar como comandante militar, ele chamou atenção como um bom administrador.
De 1763 a 1775, ele foi comandante-em-chefe das tropas britânicas na América do Norte após a Guerra do Pontiac de 1763. Em 1774 ele foi apontado como governador militar da província de Massachusetts, com instruções de fazer valer as chamadas "Leis Intoleráveis", punindo o povo da cidade de Boston pelo evento chamado de "Festa do Chá de Boston". Sua tentativa de sobrepujar as milícias americanas Patriotas em abril de 1775 levou a um grande confronto nas Batalhas de Lexington e Concord, dando início a Guerra da Independência dos Estados Unidos. Após uma vitória pírrica contra os rebeldes americanos na Batalha de Bunker Hill, em 17 de junho de 1775, ele foi substituído pelo general William Howe como o comandante, em outubro de 1775. Ele então retornou para a Inglaterra, onde se aposentou do serviço militar, vindo a falecer na década seguinte.